# Škoda VOS
Der Škoda VOS (Tschechisch: „Vládní Osobní Speciál“ Slowakisch: „Vládný Osobný Špeciál“ = „Regierungsspezialwagen“) ist ein PKW, der von AZNP unter der Marke Škoda zwischen 1948 und 1952 für höchste staatliche Repräsentanten der kommunistischen Tschechoslowakei hergestellt wurde. Das Fahrzeug gehört der Oberklasse an.
Es wurden 107 Fahrzeuge hergestellt, davon rund die Hälfte als VOS-L (L = tsch.: lehký, deutsch: leicht) und die andere Hälfte als schwerere, gepanzerte Normalversion VOS. Die gepanzerten Fahrzeuge hatten 5,2 cm dicke Scheiben, die nur 2 cm abgesenkt werden konnten. Um die Belüftung des Fahrzeugs zu garantieren, wurde im Kofferraum eine Klimaanlage eingebaut. Diese war so groß, dass ein weiteres Fahrzeug das Gepäck transportieren musste.
Die Limousinen wurden offiziell in Mladá Boleslav hergestellt, auch wenn sie dort nur montiert wurden; Motor und Karosserie wurden zugeliefert. Der Motor des Lastwagenherstellers Praga und die Karosserie des Busherstellers Karosa Vysoké Myto wurden in Mladá Boleslav mit einem Škoda-Embleme auf dem Kühler zusammengebaut.
Bekannte Besitzer waren der tschechoslowakische Präsident Klement Gottwald, sowie weitere kommunistische Amtsträger wie Zhu De, Mao Zedong und Enver Hoxha sowie Ana Pauker, die einen zur Draisine umgebauten Škoda VOS fuhr, um auf Schienen zu reisen.

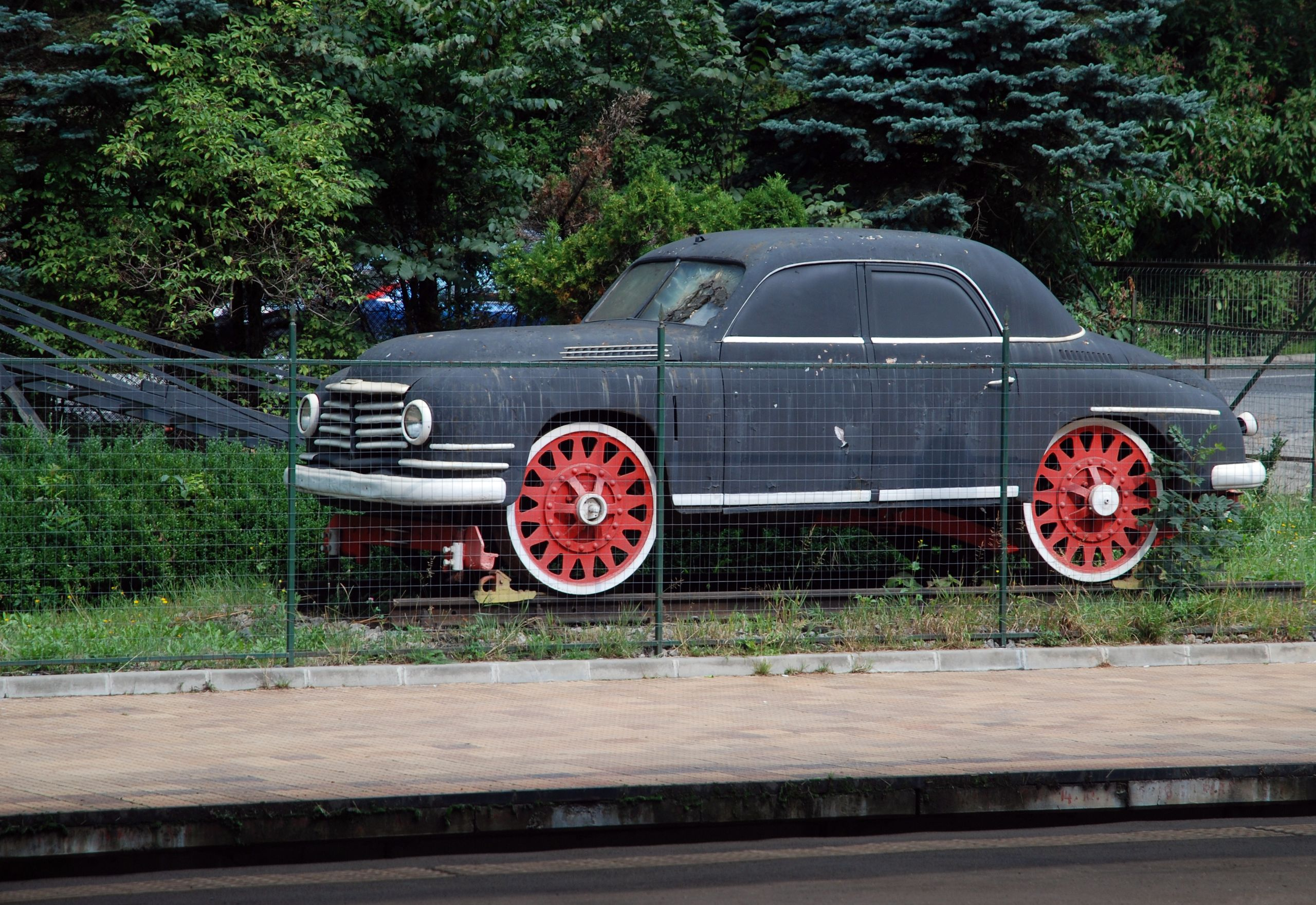
Ana Paukers zur Draisine umgebauter Škoda VOS. Das Fahrzeug steht heute auf dem Bahnhof von Sinaia.

## Technische Daten
- Motor: Viertakt-Benziner, OHV, 6 Zylinder, 5195 cm³, 88 kW (120 PS)
- Höchstgeschwindigkeit: 115 km/h (VOS), 130 km/h (VOS-L)
- Verbrauch: 30 l/100 km im Durchschnitt